# Zona Arqueológica de Peralta
La Zona arqueológica de Peralta se ubica en las cercanías de la comunidad de Peralta, municipio de Abasolo, Guanajuato, México, a unos cuantos kilómetros al este de la cabecera municipal. Se estima que este asentamiento floreció entre los años 200 y 700 de nuestra era en la ribera del río Lerma. Fue construido por una civilización actualmente desconocida a la que se le ha atribuido el nombre de El Bajío, aunque se encuentra en discusión si realmente fue un asentamiento chichimeca.
Descubierta en 1973 por estudiantes de la Escuela Nacional de Antropología e Historia, Peralta fue contemporánea al sitio arqueológico de Plazuelas, sus construcciones se caracterizan por poseer patios hundidos delimitados por templos colocados a los cuatro extremos y por estar hechas a base de cantera negra.
Sus instalaciones fueron abiertas al público oficialmente el 4 de diciembre de 2008.
Fue nombrada una de Las 50 Maravillas de Guanajuato en 2017.

## Sitio
El asentamiento está conformado por diversos conjuntos arquitectónicos, distribuidos en seis grandes grupos, ubicados en la comunidad de San José de Peralta como es conocida en los alrededores, entre los que destacan la zona nuclear y cinco asentamientos periféricos, todos ellos en la ladera del cerro Peralta. Cuatro conjuntos se localizan en el centro y son conocidos como El Divisadero, La Mesita de los Gallos, el Conjunto 3 (Celes) y el Conjunto 4 (Rancho). En la periferia se encuentran además otros conjuntos arquitectónicos relacionados, destacando los conocidos como La Yácata del Chan, La Yácata del Fraile, La Crucita y Cerrito de Mares. En todos ellos se han encontrado evidencias de patios hundidos en algunas de sus ocho posibles variaciones.
Las exploraciones arqueológicas realizadas han revelado cerca de 50 entierros, de entre los cuales destaca el de una osamenta de una mujer acompañada por objetos cerámicos y collares de concha y turquesa.

## Restauración
Posee una extensión territorial de 150 hectáreas, similar a la de Teotihuacán. Su auge corresponde hacia el ocaso de esta última y al inicio de Tula como la ciudad más poderosa de Mesoamérica. La parte restaurada del sitio no alcanza el 10 %, pues sus edificios en ruinas se encuentran ocupados por tierras de cultivo.

## Material multimedia
- Video Pirámides de Peralta en YouTube
- Abren zona arqueológica a una hora de León (video). Milenio

## Sitios Externos
- INAH abre Peralta (enlace roto disponible en Internet Archive; véase el historial, la primera versión y la última).
- Peralta, un poblado que quiere resurgir, Correo de Guanajuato

- Datos: Q7166897